# Mhasla
Mhasla (o Mahasala) è una suddivisione dell'India, classificata come census town, di 8.762 abitanti, situata nel distretto di Raigad, nello stato federato del Maharashtra. In base al numero di abitanti la città rientra nella classe V (da 5.000 a 9.999 persone).

## Geografia fisica
La città è situata a 18° 08' 11 N e 73° 06' 39 E.

## Società

### Evoluzione demografica
Al censimento del 2001 la popolazione di Mhasla assommava a 8.762 persone, delle quali 4.273 maschi e 4.489 femmine. I bambini di età inferiore o uguale ai sei anni assommavano a 1.281, dei quali 646 maschi e 635 femmine. Infine, coloro che erano in grado di saper almeno leggere e scrivere erano 6.407, dei quali 3.260 maschi e 3.147 femmine.